# Noord-Amerikaans kampioenschap voetbal vrouwen 2014
Het Noord-Amerikaans kampioenschap voetbal vrouwen 2014, ook bekend als 2014 CONCACAF W Championship,was de negende editie van het CONCACAF Women's Championship. het voetbaltoernooi vond plaats in de Verenigde Staten tussen 15 en 26 oktober 2014. Het diende als kwalificatietoernooi van de CONCACAF voor het Wereldkampioenschap voetbal vrouwen 2015. De drie beste teams kwalificeerden zich rechtstreeks voor het wereldkampioenschap. Het vierde geplaatste team ging door naar een play-off tegen het derde geplaatste team van de Copa América Femenina 2014.
In de finale versloeg de Verenigde Staten het nationale vrouwenvoetbalteam van Costa Rica met 6-0 en behaalde daarmee hun zevende titel.

## Kwalificatie
De nationale vrouwenvoetbalteams van de Verenigde Staten en Mexico waren rechtstreeks geplaatst voor het toernooi. In totaal deden 30 teams mee aan de kwalificatie, waarbij Martinique en Guadeloupe niet in aanmerking kwamen voor kwalificatie voor het Wereldkampioenschap, omdat zij alleen lid waren van CONCACAF en niet van de FIFA. Hierdoor streden 28 teams om de drie rechtstreekse plaatsen en de play-off plaats tegen Ecuador uit de CONMEBOL-zone. Canada nam niet deel, aangezien zij zich al als gastland hadden gekwalificeerd voor het Wereldkampioenschap.
| Land               | Kwalificatie via                   | Aantal deelnames (incl. 2014) | Beste deelname                                | Aantal deelnames WK vrouwen | Plek op FIFA-ranglijst aan het begin van dit toernooi |
| ------------------ | ---------------------------------- | ----------------------------- | --------------------------------------------- | --------------------------- | ----------------------------------------------------- |
| Verenigde Staten   | Automatisch                        | 8                             | Kampioen (1991, 1993, 1994, 2000, 2002, 2006) | 6                           | 1                                                     |
| Mexico             | Automatisch                        | 8                             | Tweede plaats (1998, 2010)                    | 2                           | 25                                                    |
| Guatemala          | Winnaar Groep A (Centraal Amerika) | 4                             | Vierde plaats (1998)                          | 0                           | 79                                                    |
| Costa Rica         | Winnaar Groep B (Centraal Amerika) | 7                             | Derde plaats (1998)                           | 0                           | 40                                                    |
| Jamaica            | Winnaar Groep A (Caraïben)         | 4                             | Vierden 2006                                  | 0                           | 71                                                    |
| Haïti              | Tweede Groep A (Caraïben)          | 5                             | Vierde plaats (1991)                          | 0                           | 60                                                    |
| Trinidad en Tobago | Winnaar Groep B (Caraïben)         | 9                             | Derde plaats (1991)                           | 0                           | 46                                                    |
| Martinique         | Tweede Groep B (Caraïben)          | 1                             | Nog niet eerder deelgenomen                   | 0                           | x                                                     |

## Stadions
| · Washington Chester Kansas City Bridgeview |                  |                  |                  |                  |
| · Washington Chester Kansas City Bridgeview | Washington       | Bridgeview       | Kansas City      | Chester          |
| ------------------------------------------- | ---------------- | ---------------- | ---------------- | ---------------- |
| · Washington Chester Kansas City Bridgeview | RFK Stadium      | Toyota Park      | Sporting Park    | PPL Park         |
| · Washington Chester Kansas City Bridgeview | Capacity: 45,596 | Capacity: 20,000 | Capacity: 18,467 | Capacity: 18,500 |
| · Washington Chester Kansas City Bridgeview |                  |                  |                  |                  |

## Groepsfase
Wanneer teams op gelijke punten eindigden, werd de uiteindelijke volgorde bepaald op basis van:
1. Het hoogste aantal punten behaald in de onderlinge wedstrijden.
2. Een beter doelsaldo behaald in de onderlinge wedstrijden.
3. Het hoogste aantal doelpunten gescoord in de onderlinge wedstrijden.
4. Een beter doelsaldo behaald in alle groepswedstrijden.
5. Het hoogste aantal doelpunten gescoord in alle groepswedstrijden.
6. Loting.

### Groep A
| Pos | Team               | Wed | W | G | V | Ptn | DV | DT | +/− | Kwalificatie               |
| --- | ------------------ | --- | - | - | - | --- | -- | -- | --- | -------------------------- |
| 1   | Verenigde Staten   | 3   | 3 | 0 | 0 | 9   | 12 | 0  | +12 | Door naar de knock-outfase |
| 2   | Trinidad en Tobago | 3   | 2 | 0 | 1 | 6   | 3  | 2  | +1  | Door naar de knock-outfase |
| 3   | Haïti              | 3   | 1 | 0 | 2 | 3   | 1  | 7  | −6  |                            |
| 4   | Guatemala          | 3   | 0 | 0 | 3 | 0   | 1  | 8  | −7  |                            |

|                               |           |       |       |                                                               |
| 15 Oktober 2014 17:00 (UTC−5) | Guatemala | 0 – 1 | Haïti | Sporting Park, Kansas City Scheidsrechter: Quetzalli Alvarado |
| 15 Oktober 2014 17:00 (UTC−5) | Report    |       |       | Sporting Park, Kansas City Scheidsrechter: Quetzalli Alvarado |

|                               |                  |       |                    |                                                            |
| 15 Oktober 2014 19:30 (UTC−5) | Verenigde Staten | 1 – 0 | Trinidad en Tobago | Sporting Park, Kansas City Scheidsrechter: Marianela Araya |
| 15 Oktober 2014 19:30 (UTC−5) | Report           |       |                    | Sporting Park, Kansas City Scheidsrechter: Marianela Araya |

|                               |        |       |                    |                                                        |
| 17 Oktober 2014 17:30 (UTC−5) | Haïti  | 0 – 1 | Trinidad en Tobago | Toyota Park, Bridgeview Scheidsrechter: Sheena Dickson |
| 17 Oktober 2014 17:30 (UTC−5) | Report |       |                    | Toyota Park, Bridgeview Scheidsrechter: Sheena Dickson |

|                               |                  |       |           |                                                        |
| 17 Oktober 2014 20:00 (UTC−5) | Verenigde Staten | 5 – 0 | Guatemala | Toyota Park, Bridgeview Scheidsrechter: Maurees Skeete |
| 17 Oktober 2014 20:00 (UTC−5) | Report           |       |           | Toyota Park, Bridgeview Scheidsrechter: Maurees Skeete |

|                               |                    |       |           |                                                        |
| 20 Oktober 2014 17:00 (UTC−5) | Trinidad en Tobago | 2 – 1 | Guatemala | RFK Stadium, Washington Scheidsrechter: Lucila Venegas |
| 20 Oktober 2014 17:00 (UTC−5) | Report             |       |           | RFK Stadium, Washington Scheidsrechter: Lucila Venegas |

|                               |        |       |                  |                                                            |
| 20 Oktober 2014 19:30 (UTC−5) | Haïti  | 0 – 6 | Verenigde Staten | RFK Stadium, Washington Scheidsrechter: Quetzalli Alvarado |
| 20 Oktober 2014 19:30 (UTC−5) | Report |       |                  | RFK Stadium, Washington Scheidsrechter: Quetzalli Alvarado |

### Groep B
| Pos | Team       | Wed | W | G | V | Ptn | DV | DT | +/− | Kwalificatie               |
| --- | ---------- | --- | - | - | - | --- | -- | -- | --- | -------------------------- |
| 1   | Costa Rica | 3   | 3 | 0 | 0 | 9   | 9  | 2  | +7  | Door naar de knock-outfase |
| 2   | Mexico     | 3   | 2 | 0 | 1 | 6   | 13 | 2  | +11 | Door naar de knock-outfase |
| 3   | Jamaica    | 3   | 1 | 0 | 2 | 3   | 8  | 5  | +3  |                            |
| 4   | Martinique | 3   | 0 | 0 | 3 | 0   | 1  | 22 | −21 |                            |

|                               |         |       |            |                                                           |
| 16 Oktober 2014 17:00 (UTC−5) | Jamaica | 6 – 0 | Martinique | Sporting Park, Kansas City Scheidsrechter: Melissa Borjas |
| 16 Oktober 2014 17:00 (UTC−5) | Report  |       |            | Sporting Park, Kansas City Scheidsrechter: Melissa Borjas |

|                               |            |       |        |                                                               |
| 16 Oktober 2014 19:30 (UTC−5) | Costa Rica | 1 – 0 | Mexico | Sporting Park, Kansas City Scheidsrechter: Carol-Anne Chenard |
| 16 Oktober 2014 19:30 (UTC−5) | Report     |       |        | Sporting Park, Kansas City Scheidsrechter: Carol-Anne Chenard |

|                               |            |       |         |                                                        |
| 18 Oktober 2014 15:00 (UTC−5) | Costa Rica | 2 – 1 | Jamaica | Toyota Park, Bridgeview Scheidsrechter: Margaret Domka |
| 18 Oktober 2014 15:00 (UTC−5) | Report     |       |         | Toyota Park, Bridgeview Scheidsrechter: Margaret Domka |

|                               |            |        |        |                                                        |
| 18 Oktober 2014 17:30 (UTC−5) | Martinique | 0 – 10 | Mexico | Toyota Park, Bridgeview Scheidsrechter: Tatiana Guzman |
| 18 Oktober 2014 17:30 (UTC−5) | Report     |        |        | Toyota Park, Bridgeview Scheidsrechter: Tatiana Guzman |

|                               |            |       |            |                                                            |
| 21 Oktober 2014 17:00 (UTC−5) | Martinique | 1 – 6 | Costa Rica | RFK Stadium, Washington Scheidsrechter: Carol-Anne Chenard |
| 21 Oktober 2014 17:00 (UTC−5) | Report     |       |            | RFK Stadium, Washington Scheidsrechter: Carol-Anne Chenard |

|                               |        |       |         |                                                     |
| 21 Oktober 2014 19:30 (UTC−5) | Mexico | 3 – 1 | Jamaica | RFK Stadium, Washington Scheidsrechter: Mirian Leon |
| 21 Oktober 2014 19:30 (UTC−5) | Report |       |         | RFK Stadium, Washington Scheidsrechter: Mirian Leon |

## Knock-outfase

### Wedstrijdschema
|  | Halve finale       | Halve finale     |                              |   | Finale | Finale |
|  |                    |                  |                              |   |        |        |
|  | 24 October         |                  |                              |   |        |        |
|  |                    |                  |                              |   |        |        |
|  | Costa Rica         | 1 (3)            |                              |   |        |        |
|  | Costa Rica         | 1 (3)            | 26 October                   |   |        |        |
|  | Trinidad en Tobago | 1 (0)            |                              |   |        |        |
|  | Trinidad en Tobago | 1 (0)            | Costa Rica                   | 0 |        |        |
|  | 24 October         |                  | Costa Rica                   | 0 |        |        |
|  |                    | Verenigde Staten | 6                            |   |        |        |
|  | Verenigde Staten   | Verenigde Staten | 6                            | 3 |        |        |
|  | Verenigde Staten   |                  |                              | 3 |        |        |
|  | Mexico             | 0                |                              |   |        |        |
|  | Mexico             | 0                | Wedstrijd om de derde plaats |   |        |        |
|  |                    |                  |                              |   |        |        |
|  | 26 October         |                  |                              |   |        |        |
|  |                    |                  |                              |   |        |        |
|  | Trinidad en Tobago | 2                |                              |   |        |        |
|  | Trinidad en Tobago | 2                |                              |   |        |        |
|  | Mexico             | 4                |                              |   |        |        |

### Halve finales
De winnaars van de halve finale kwalificeren zich voor Wereldkampioenschap voetbal 2015
|                               |            |               |                    |                                                  |
| 24 Oktober 2014 16:30 (UTC−5) | Costa Rica | 1 (3) – 1 (0) | Trinidad en Tobago | PPL Park, Chester Scheidsrechter: Melissa Borjas |
| 24 Oktober 2014 16:30 (UTC−5) | Report     |               |                    | PPL Park, Chester Scheidsrechter: Melissa Borjas |

|                               |                  |       |        |                                                  |
| 24 Oktober 2014 19:30 (UTC−5) | Verenigde Staten | 3 – 0 | Mexico | PPL Park, Chester Scheidsrechter: Sheena Dickson |
| 24 Oktober 2014 19:30 (UTC−5) | Report           |       |        | PPL Park, Chester Scheidsrechter: Sheena Dickson |

### Wedstrijd om de derde plaats
De winnaar kwalificeerd zich voor de Wereldkampioenschap 2015. de verliezer gaat naar de UEFA–CONCACAF play-off waarvan de winnaar zich alsnog kwalificeerd voor de Wereldkampioenschap 2015.
|                               |                    |       |        |                                                      |
| 26 Oktober 2014 17:00 (UTC−5) | Trinidad en Tobago | 2 – 4 | Mexico | PPL Park, Chester Scheidsrechter: Carol-Anne Chenard |
| 26 Oktober 2014 17:00 (UTC−5) | Report             |       |        | PPL Park, Chester Scheidsrechter: Carol-Anne Chenard |

### Finale
|                               |            |       |                  |                                                  |
| 26 Oktober 2014 20:00 (UTC−5) | Costa Rica | 0 – 6 | Verenigde Staten | PPL Park, Chester Scheidsrechter: Lucila Venegas |
| 26 Oktober 2014 20:00 (UTC−5) | Report     |       |                  | PPL Park, Chester Scheidsrechter: Lucila Venegas |